# Художествена галерия „Христо Цокев“
Галерия „Христо Цокев“ е художествена галерия в град Габрово.

## История
Галерията е открита през 1974 година. Тя носи името на родения габровския художник Христо Цокев, който е първият български художник с професионално образование, завършил Московското художествено училище.

## Експозиции
Постоянната експозиция на галерията съдържа образци на икони от Тревненската зографска школа. Традиционно се организират Пролетна изложба на художничките, изложба, посветена на Деня на Габрово, коледна изложба, есенни салони.
Наред с гостуващи изложби, в галерията се провеждат различни културни мероприятия: представяне на книги; музикални вечери и събития; Дни на камерната музика; Дни на духовната музика в Габрово; тържества по повод връчване на различни награди.